# Marter (Steinbach)

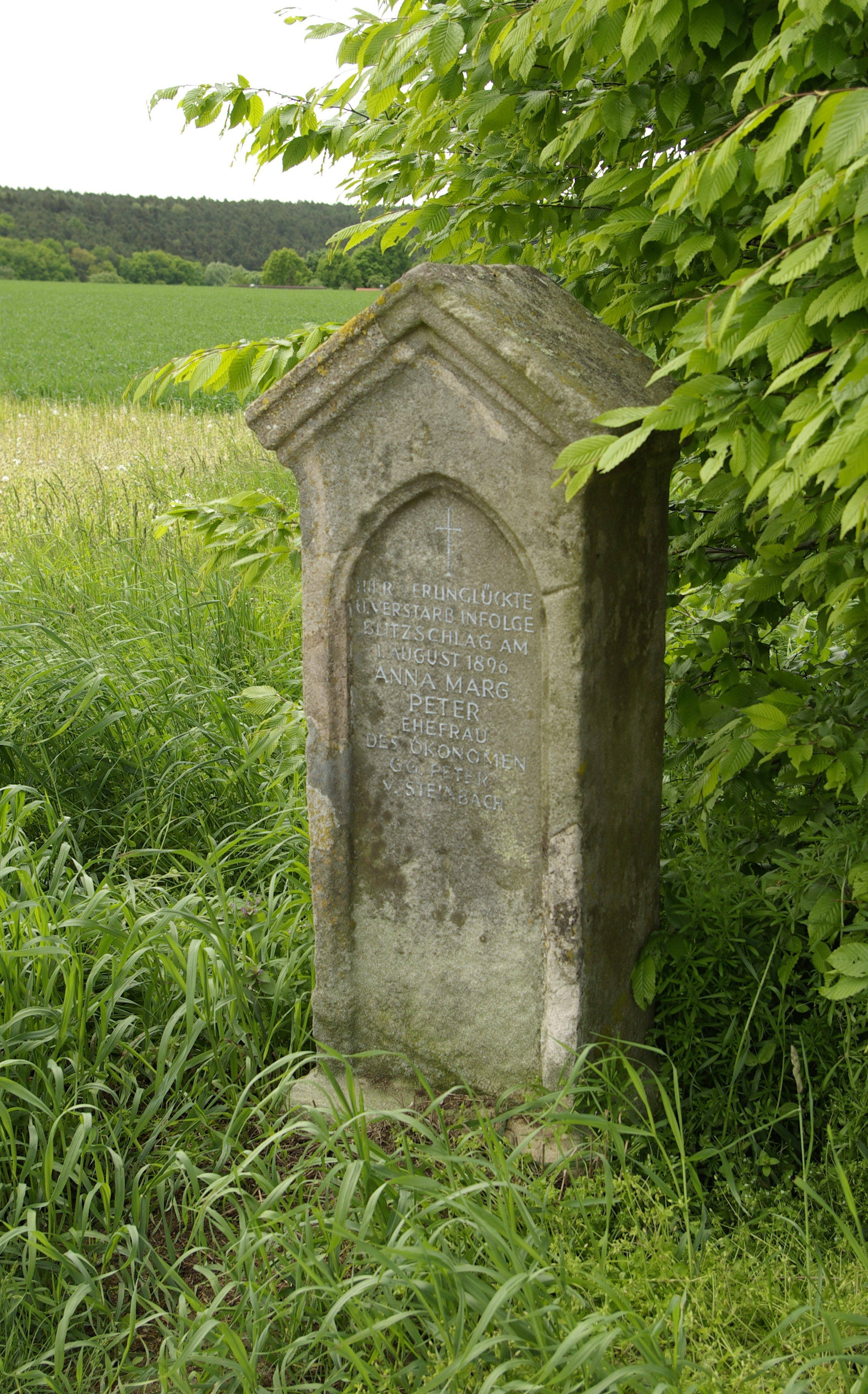
Die Marter bei Steinbach, 2013

Die Marter bei Steinbach, einem Gemeindeteil des Marktes Cadolzburg im mittelfränkischen Landkreis Fürth, ist ein historisches Flurdenkmal. Das Bayerische Landesamt für Denkmalpflege verzeichnet sie unter der Denkmalnummer D-5-73-114-64.

## Beschreibung
Der Bildstock besteht aus Sandstein und ist giebelig bedacht. Er befindet sich auf der Mehlm in der Nähe der Kreuzung der Staatsstraße 2409 zwischen den Orten Steinbach und Zautendorf. Die Marter ist für die 1896 durch einen Blitzschlag verunglückte Anna Margarete Peter aus Steinbach errichtet worden. Die Inschrift auf der Vorderseite des Gedenksteins lautet:
HIER VERUNGLÜCKTE

U. VERSTARB INFOLGE

BLITZSCHLAG AM

1. AUGUST 1896

ANNA MARG.

PETER

EHEFRAU

DES ÖKONOMEN

G.G. PETER

V. STEINBACH